# Arthel
Arthel là một xã của tỉnh Nièvre, thuộc vùng Bourgogne-Franche-Comté, miền trung nước Pháp.

## Dân số
Theo điều tra dân số 1999 có dân số là 70. On 1 tháng 1 năm 2006, the ước tính was 85.